# Cymatura manowi
Cymatura manowi es una especie de escarabajo longicornio del género Cymatura, tribu Xylorhizini, subfamilia Lamiinae. Fue descrita científicamente por Franz en 1954.
La especie se mantiene activa durante el mes de enero.

## Descripción
Mide 18-32 milímetros de longitud.

## Distribución
Se distribuye por Kenia, Malaui, Mozambique, Uganda, República Sudafricana, Somalia y Tnazania.